# Белфлу
Белфлу (фр. Belflou) насеље је и општина у јужној Француској у региону Лангдок-Русијон, у департману Од која припада префектури Каркасон.
По подацима из 2011. године у општини је живело 111 становника, а густина насељености је износила 12,43 становника/km². Општина се простире на површини од 8,93 km². Налази се на средњој надморској висини од 216 метара (максималној 300 m, а минималној 203 m).

## Демографија
| 1962. | 1968. | 1975. | 1982. | 1990. | 1999. | 2011. |
| ----- | ----- | ----- | ----- | ----- | ----- | ----- |
| 116   | 123   | 101   | 84    | 85    | 80    | 111   |

График промене броја становника у току последњих година